# Discografia delle Itzy
La discografia delle Itzy, gruppo musicale sudcoreano, è formata da tre album in studio, sette EP, quattro singoli e ventisei video musicali.

## Album

### Album in studio
| Anno | Titolo | Posizione massima | Vendite | Certificazioni |
| Anno | Titolo | KOR               | Vendite | Certificazioni |
| ---- | --- | ----------------- | ------- | -------------- |
| 2021 | Crazy in Love - Pubblicato: 24 settembre 2021 - Etichetta: JYP Entertainment, Dreamus - Formati: CD, download digitale, streaming             | 2                 |         |                |
| 2023 | Ringo - Pubblicato: 18 ottobre 2023 - Etichetta: Warner Music Japan - Formati: CD, CD+DVD, download digitale, streaming                       |                   |         |                |
| 2024 | Born To Be - Pubblicato: 8 gennaio 2024 - Etichetta: JYP Entertainment, Dreamus, Republic Records - Formati: CD, download digitale, streaming |                   |         |                |

## Extended play
| Anno                                                                                          | Titolo | Posizione massima | Posizione massima | Vendite                                                                  | Certificazioni  |
| Anno                                                                                          | Titolo | KOR               | JPN               | Vendite                                                                  | Certificazioni  |
| --------------------------------------------------------------------------------------------- | --- | ----------------- | ----------------- | ------------------------------------------------------------------------ | --------------- |
| 2019                                                                                          | It'z Icy - Pubblicato: 29 luglio 2019 - Etichetta: JYP Entertainment, Dreamus - Formati: CD, download digitale, streaming                                  | 3                 | —                 | - KOR: 129.426 - JPN: 15.113 (fisiche) - JPN: 629 (digitali) - US: 1.000 |                 |
| 2020                                                                                          | It'z Me - Pubblicato: 9 marzo 2020 - Etichetta: JYP Entertainment, Dreamus - Formati: CD, download digitale, streaming                                     | 1                 | —                 | - KOR: 126.240 JPN: 4,984 (fisiche) - JPN: 496 (digitali) - US: 1.000    |                 |
| 2020                                                                                          | Not Shy - Pubblicato: 17 agosto 2020 - Etichetta: JYP Entertainment, Dreamus - Formati: CD, download digitale, streaming                                   | 1                 | 6                 | - KOR: 216.797 - JPN: 13.205 (fisiche) - JPN: 996 (digitali)             |                 |
| 2021                                                                                          | Guess Who - Pubblicato: 30 aprile 2021 - Etichetta: JYP Entertainment, Dreamus - Formati: CD, download digitale, streaming                                 | 2                 | —                 | - KOR: 330.070 - JPN: 1.907 (fisiche)                                    | - KMCA: Platino |
| 2022                                                                                          | Checkmate - Pubblicato: 15 luglio 2022 - Etichetta: JYP Entertainment, Dreamus, Republic Records - Formati: CD, download digitale, streaming               |                   |                   |                                                                          |                 |
| 2022                                                                                          | Cheshire - Pubblicato: 30 novembre 2022 - Etichetta: JYP Entertainment, Dreamus, Republic Records - Formati: CD, download digitale, streaming              |                   |                   |                                                                          |                 |
| 2023                                                                                          | Kill My Doubt - Pubblicato: 31 luglio 2023 - Etichetta: JYP Entertainment, Dreamus, Republic Records - Formati: CD, download digitale, streaming, cassetta |                   |                   |                                                                          |                 |
| "—" indica che l'opera non si è classificata o che non è stata pubblicata in quel territorio. | |                   |                   |                                                                          |                 |

## Singoli
| Anno | Titolo                                           | Posizione massima | Vendite     | Certificazioni  |
| Anno | Titolo                                           | KOR               | Vendite     | Certificazioni  |
| ---- | ------------------------------------------------ | ----------------- | ----------- | --------------- |
| 2019 | "It'z Different"                                 | 2                 | - US: 2.000 | - KMCA: Platino |
| 2019 | "Icy"                                            | 10                | N.D.        | N.D.            |
| 2021 | "Swipe"                                          | TBA               | TBA         | TBA             |
| 2024 | "Like Magic" (con J.Y. Park, Stray Kids e Nmixx) | TBA               | TBA         | TBA             |

## Colonne sonore
| Anno | Titolo      | Album                |
| ---- | ----------- | -------------------- |
| 2023 | Superpowers | Strong Girl Nam-soon |

## Brani musicali classificatisi
| Anno                                                                                          | Titolo   | Posizione massima | Vendite     | Album          |
| Anno                                                                                          | Titolo   | KOR               | Vendite     | Album          |
| --------------------------------------------------------------------------------------------- | -------- | ----------------- | ----------- | -------------- |
| 2019                                                                                          | Want It? | —                 | - US: 1.000 | It'z Different |
| 2019                                                                                          | Cherry   | —                 |             | It'z Icy       |
| 2020                                                                                          | Wannabe  | 6                 | - US: 1.000 | It'z Me        |
| 2020                                                                                          | Not Shy  | —                 |             | Not Shy        |
| "—" indica che l'opera non si è classificata o che non è stata pubblicata in quel territorio. |          |                   |             |                |

## Video musicali
Come gruppo
| Anno | Titolo                                         |
| ---- | ---------------------------------------------- |
| 2019 | Dalla Dalla                                    |
| 2019 | Icy                                            |
| 2020 | Wannabe                                        |
| 2020 | Not Shy                                        |
| 2021 | Not Shy (English ver.) in Zepeto               |
| 2021 | In the Morning                                 |
| 2021 | Break Ice (con Second Aunt KimDaVi)            |
| 2021 | Loco                                           |
| 2021 | Swipe                                          |
| 2021 | Wannabe (Japanese ver.)                        |
| 2021 | Loco (Japanese ver.)                           |
| 2022 | Voltage                                        |
| 2022 | #Twenty                                        |
| 2022 | Sneakers                                       |
| 2022 | Blah Blah Blah                                 |
| 2022 | Boys Like You                                  |
| 2022 | Cheshire                                       |
| 2023 | Bet on Me                                      |
| 2023 | None of My Business                            |
| 2023 | Cake                                           |
| 2023 | Ringo                                          |
| 2023 | Sugar-holic                                    |
| 2023 | Born To Be                                     |
| 2024 | Mr. Vampire                                    |
| 2024 | Untouchable                                    |
| 2024 | Like Magic (con J.Y. Park, Stray Kids e Nmixx) |
| 2024 | Algorhythm                                     |

Da soliste
- 2023 – Crown On My Head (Yeji solo)
- 2023 – Run Away (Ryujin solo)
- 2023 – Mine (Chaeryeong solo)
- 2023 – Yet, but (Yuna solo)